# Tetanocentria buvati
Tetanocentria buvati är en fjärilsart som beskrevs av Gerardo Baldizzone 1985. Tetanocentria buvati ingår i släktet Tetanocentria och familjen Agonoxenidae. Inga underarter finns listade i Catalogue of Life.